# Martha (1967)
Martha ist ein dänischer Spielfilm von Erik Balling und Henning Bahs aus dem Jahr 1967, der von Nordisk Film produziert wurde. In dieser Filmkomödie spielen mehrere bekannte Schauspieler aus der bekannten Olsenbande mit und er gilt auch als ein Vorläufer dieser Filmreihe. Die Geschichte handelt von einer  Schiffsmannschaft, die sich ihren Arbeitsalltag so angenehm wie möglich einrichtet und auf ihrer Fahrt mehrere  Überraschungen und Abenteuer erlebt.

## Handlung
Das gute alte Dampfschiff Martha ist eine alte Rostlaube ohne Komfort in einem sehr desolaten Zustand und entspricht überhaupt nicht den üblichen Vorschriften, wird aber von der Mannschaft geliebt. Die Martha fährt immer kaum ausgelastet mit wenig Fracht im Mittelmeer und wurde schon von ihrer dänischen Reederei fast vergessen. Die Mannschaft nutzt diese Zeit für ein sehr komfortables und luxuriöses Leben an Bord. Damit sie ihr Leben so weiterführen können und um das Schiff vor einer Verschrottung zu retten, müssen sie einen Teil ihres Lohnes in die Erhaltung des Schiffes stecken. Ihr Reeder in Dänemark versucht inzwischen, mit einem Ölscheich einen wichtigen Vertrag auszuhandeln, um so in den Ölhandel groß einzusteigen. Sein größter Erzfeind, der norwegische Reeder Tore Amundsen, versucht ihm aber diesen Ölvertrag abzuluchsen. Im Anschluss stattet der Besitzer der Martha einen überraschenden Besuch auf dem Schiff ab. In der weiteren Folge muss nun die Crew beweisen, was wirklich in ihr steckt. Auf ihrer weiteren Reise trifft die Martha auf die Harald, das Schiff des norwegischen Konkurrenten. Dessen Schiff ist nagelneu, viel größer und offensichtlich ein schöneres Schiff als ihr eigenes. Es kommt zu einem Wettkampf der beiden Schiffe und deren Besatzungen, dessen Ausgang über den Zuschlag des lukrativen Ölvertrages sowie über das Schicksal der Martha entscheiden soll. Gegenseitige Provokationen zwischen den Mannschaften, wie das Spielen der norwegischen Nationalhymne und ein provokanter Striptease, gehören selbstverständlich mit dazu. Die Mannschaft der Martha muss sehr stark improvisieren, um überhaupt eine Chance gegen den brandneuen Schnelldampfer Harald zu haben, und versuchen, mit kuriosem Einfallsreichtum ihr schrottreifes Schiff auf Vordermann zu bringen. Nach einigen überraschenden Ereignissen und turbulenten Abenteuern schaffen sie es letzten Endes, den Vertrag für ihre Reederei zu gewinnen sowie ihre geliebte Martha vor der drohenden Verschrottung zu retten.

## Produktion
Als Martha wurde bei den Dreharbeiten das 1927 in Dänemark gebaute Dampfschiff Margarita (ursprünglicher Name Aslaug) verwendet. Nach Abschluss der Filmproduktion wurde das Schiff Ende 1967 in Jugoslawien verschrottet.

## Veröffentlichungen und Nachwirkungen
Der Film hatte am 10. Oktober 1967 seine Kinopremiere in Kopenhagen und wurde im Anschluss mehrfach im öffentlich-rechtlichen Fernsehen von Dänemark, Schweden und Norwegen ausgestrahlt. Der Film erreichte dort einen sehr hohen Kultstatus. In Schweden wurde er von Seemannsmissionen arrangiert, auch extra für Seeleute  in kleinen Kinos und auf Schiffen vorgeführt. Seit den 1990er Jahren hat sich daraus ein regelrechter Kult entwickelt, wo für Seeleute und Mitarbeiter von Firmen aus dem Bereich der Seefahrt in Schweden und Dänemark, so in verschiedenen gegründeten Martha Klubs sogenannte Martha-Abende und Martha Partys organisiert werden.
Mittlerweile wurde er in dänischer Originalfassung (mit englischen, norwegischen, schwedischen und finnischen Untertiteln) auf DVD und Blu-Ray veröffentlicht. Eine deutschsprachige Veröffentlichung ist bisher noch nicht erschienen.